# الیله دی
«الیله دی» آلبومی از هنرمند اهل مصر عمرو دیاب است که در سال ۲۰۰۷ میلادی منتشر شد.